# Ciclo dei Narti
Il cosiddetto Ciclo dei Narti è una serie di canti epici riferiti a Narti, eroi dei tempi antichi, con carattere soprannaturale, di origine osseta ma fatti propri da molte popolazioni del Caucaso che diedero vita a loro proprie Saghe dei Narti dal filo conduttore comune ma che presentavano al loro interno diverse varianti locali.
I Narti, eroi favolosi che vivono in un villaggio su una collina, diviso in tre quartieri, vengono così chiamati probabilmente dalla desinenza indo-iranica "nar-", significante "uomo eroico". Il ciclo ha subito diverse rielaborazioni locali, per cui sino agli anni 1970 lo studio comparativo di queste versioni si poteva dire ancora all'inizio.

## Il villaggio dei Narti
Il villaggio dei Narti tradizionalmente viene diviso in tre quartieri, posti su tre livelli diversi ed occupati da tre famiglie principali:
- Æhsærtæggatæ in alto, che si distinguevano per l'eroismo ed il vigore.
- Boratæ in basso, descritti da M. S. Tuganov nel 1925 come possessori di mandrie, posseggono solitamente i caratteri negativi che vengono assegnati alla ricchezza, ovvero cupidigia e vanità. Il personaggio principale della famiglia è Buræfærnyg.
- Alægatæ nel quartiere centrale, persone di forte intelligenza. Vengono nominati raramente ma sono i creatori e possessori della coppa Uatsamongæ detta anche Nartamongæ.

Nella divisione in tre famiglie si può scorgere la classica concezione indo-iranica di società costituita dai tre elementi: sapienza (magico religiosa), forza fisica (mostrata soprattutto come vigore in guerra) e prosperità economica. Il villaggio mantiene le caratteristiche degli altri osseti con nobili, plebe libera e schiavi, mentre i rapporti tra anziani e nuove leve sono gli stessi che si sono trasmessi fino a metà del XX secolo.
A margine del villaggio sono presenti due piazze: la "Piazza della Spartizione", in cui veniva spartito il bottino delle battaglie vittoriose, e la "Piazza dei Giochi" dove venivano preparate le successive battaglie.

## Origini delle leggende Narti
Tali leggende provengono dal mondo delle credenze semireligiose e semifolkloristiche ancora vive in Ossezia fino all'inizio del XX secolo. Anche sotto le grandi religioni monoteiste che hanno dominato questa popolazione (Islam e cristianesimo ortodosso), sono riconoscibili tracce del paganesimo, della chiesa bizantina e successivamente di un ritorno del paganesimo dopo la caduta dell'Impero romano d'Oriente.
Il dio supremo, Hutsau è Allah o il Dio cristiano, che porta il titolo di Hutsauty Hutsau. Tutto il creato è popolato da esseri che più del Dio supremo intervengono nel destino degli uomini. Il georgiano djvari ("croce") è passato, sotto forma di dzvar, in molti luoghi della toponomastica legati al sacro, ma anche agli stessi esseri soprannaturali.

## Gli esseri soprannaturali
Tra gli esseri soprannaturali, molti sono veri e propri personaggi mitologici. Tra questi ci sono gli omologhi di Sant'Elia e di San Giorgio di tradizione bizantina: Uacilla, temibile lanciatore di fulmini e protettore delle messi, e Uastyrdzhi patrono del genere maschile e dei viaggiatori. Molto spesso vengono citati come il loro plurale (Uacillatæ e Uastyrdjitæ) ad indicare le rispettive famiglie.
Safa è uno dei benefattori del villaggio, rappresentato come lo spirito del focolare domestico, portatore del modello di vita familiare. Il fabbro Kurdalægon ha la propria fucina in cielo ed amico dei Narti, il compito di cui più spesso si narra è quello di forgiare gli eroi Narti prima nella fucina poi nell'acqua di mare. Tutyr, alter ego di San Teodoro è protettore dei lupi di cui dispone come crede, facendoli addirittura morire di fame, la sua attività lo mette spesso in contrasto con Fælværa, protettore dei montoni, il cui nome è la contrazione dei nomi di Santa Flora e Santa Laura.
Æfsati ha il governo sugli animali selvatici, ed a lui i cacciatori portano doni per ingraziarselo, in particolare focacce. Donbettyr vive sul fondo del mare, è patrono delle acque (don) e portano il suo nome diversi corsi d'acqua tributari del Mar Nero. Huyændon Ældar è il capo dei pesci, il suo nome significa "Signore dello Stretto" e probabilmente indica lo stretto del Bosforo.
Batraz, figlio di Hamyts e di una donna del popolo Bytsenta, è l'eroe d'acciaio. Nacque da un ascesso sulla schiena del padre, crebbe sul fondo del mare e, tornato al villaggio divenne fortissimo e abile arciere. Debellò tutti i nemici dei Narti ritirandosi in cielo dopo ogni impresa. Morì quando il dio Hutsauty Hutsau decise che era giunto il suo tempo.
Il mondo dei morti ha un grande sviluppo in questo ciclo: governato da re Barastyr che è giudice, guardiano e padrone di casa ospitale, ha come guardiano della porta Aminon che ha il problema di fronteggiare i viaggi dei vivi nel mondo dei defunti ed il rientro dei morti che si deve compiere prima del tramonto. I Giganti erano all'epoca una piaga per i villaggi osseti, forti ma stupidi.